# نيك داير
نيك داير (10 يونيو 1969 - ) (بالإنجليزية: Nick Dyer)‏ هو لاعب كريكت بريطاني. شارك في دورة ألعاب الكومنولث 1998.

## وصلات خارجية
- نيك داير على موقع إي آس بي آن كريك إنفو (الإنجليزية)